# Power Station (звукозаписывающая студия)

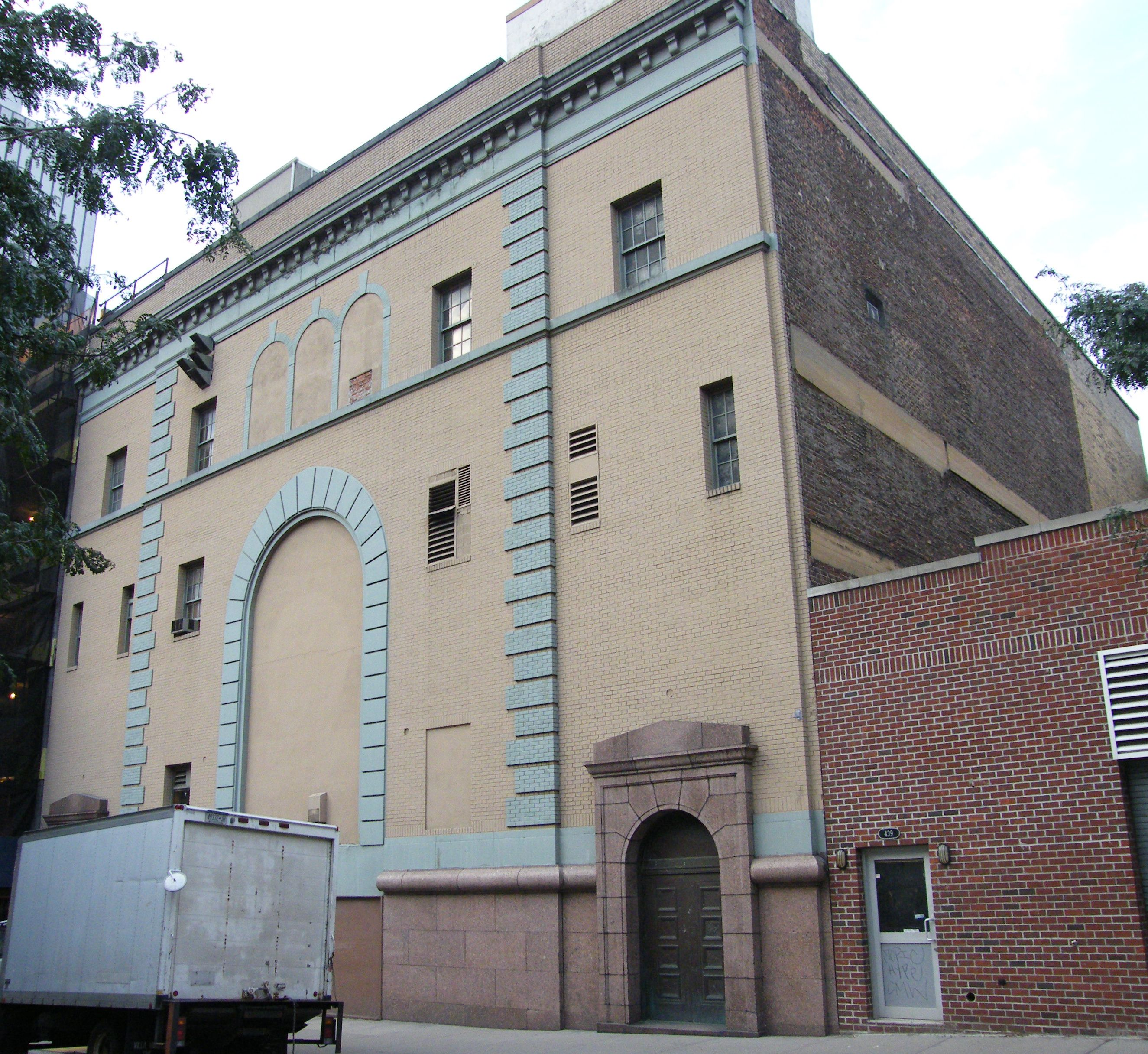
Avatar Studios

Power Station — ранее была известна как Avatar Studios (1996-2017), является студией звукозаписи, расположенной на 441 West 53rd Street в Манхэттене, Нью-Йорк.
Первоначально здание было электростанцией принадлежащей Consolidated Edison, но после перепродажи, использовалось в качестве павильона звукозаписи для телевикторины Давайте Заключим Сделку. В 1977 году здание было восстановлено в качестве студии звукозаписи продюсером Тони Бонджови (двоюродный брат Джона Бон Джови) и приобрела известность как одно из лучших акустических помещений для записи звука в мире. Студия получила несколько специализированных наград за эти годы, в том числе «Les Paul Award» за жизненные достижения, в 1991 году.
Комплекс был переименован в Avatar Studios (под нового владельца — Avatar Entertainment Corporation) в мае 1996 года.
Среди известных исполнителей, записывавшихся на студии были: Walter Becker, The Kinks, Aerosmith, Counting Crows, Kings of Leon, Марк Энтони, The B-52's, Тони Беннетт, Майкл Брекер, Devo, Bon Jovi, Dire Straits, Duran Duran, Dream Theater, Брюс Спрингстин, Джон Леннон, Throwing Muses, Серж Гензбур, The Strokes, Райан Адамс, Бернадетт Питерс, Патрик Мэтини, Кит Джаррет, Нил Янг, Гарри Конник младший, Игги Поп, Мадонна, Journey, Джордж Майкл, Бетти Картер, Sum 41, Джон Мейер, Моби, Ванесса Уильямс, Blondie, Porcupine Tree, Chic, Джоан Джетт, Дэвид Боуи, The Last Shadow Puppets, The Rumble Strips, Трей Анастасио, Helix, Kathem Al Saher, Gang Starr и группа Power Station, последние взяли себе название в честь этой студии.
Программное обеспечение Superior drummer 2.0 также используется на студии для семплирования.
В 2017 году студия была переименована обратно в Power Station по специальной договоренности с музыкальным колледжем Беркли.